# Placogorgia studeri
Placogorgia studeri is een zachte koraalsoort uit de familie Plexauridae. De koraalsoort komt uit het geslacht Placogorgia. Placogorgia studeri werd in 1910 voor het eerst wetenschappelijk beschreven door Nutting. 